# Гуштерица
Гуштерица је био први српски лист у Дубрoвнику који је излазио 1882.-1883. године. Лист је уређивао Никша Матов Гради. 
Лист Гуштерица се овако обраћао дубровачким мајкама: Српске матере! ... Прените се једном, недајте к себи приступа туђим идејама, оне су зачин ђавоље вечере, оне ће вам свако племенито у заметку сасвим утаманити. Љубите што је наше, наш род, наш језик, наше обичаје, наше име, дично српско.